# مونيت بين دافيس
مونيت بين ديفيس (13 أغسطس 1893 - 26 ديسمبر 1953) دبلوماسي وسفير للولايات المتحدة الامريكية. ولد في جرين كاسل، بولاية إنديانا، تم تسميته لجدة أمه، ماري مونيت باين، وهي من جامعة أوهايو وسلين في ديلاوير، أوهايو. تلقى تعليمه في جامعة كولورادو، A.B.
خلال الحرب العالمية الأولى، خدم في قوة الاستطلاع الأمريكية (AEF) في جيش الولايات المتحدة. دخل فيما بعد في الخدمة الخارجية للولايات المتحدة وخدم ثلاث دورات في الخدمة لتمثيل المصالح الأمريكية في الخارج. بعد عمله كموظف لخدمة للسفارة الأمريكية في الدنمارك، تم تكليف ديفيس بمهامه كسفير للولايات المتحدة في بنما وترك منصبه في 24 يناير 1951 (1948-1951).
تم تكريم ديفيس لمهاراته التفاوضية، ثم تم تعيينه في منصب سفير الولايات المتحدة في إسرائيل عام 1951. توفي السفير ديفيس أثناء نومه في سفارة الولايات المتحدة في تل أبيب في 26 ديسمبر 1953. تم إرجاع جثمانه إلى الولايات المتحدة ودفنت في مقبرة أرلينغتون الوطنية (القسم 2، القبر 4876).